# Kloster Eschenbach

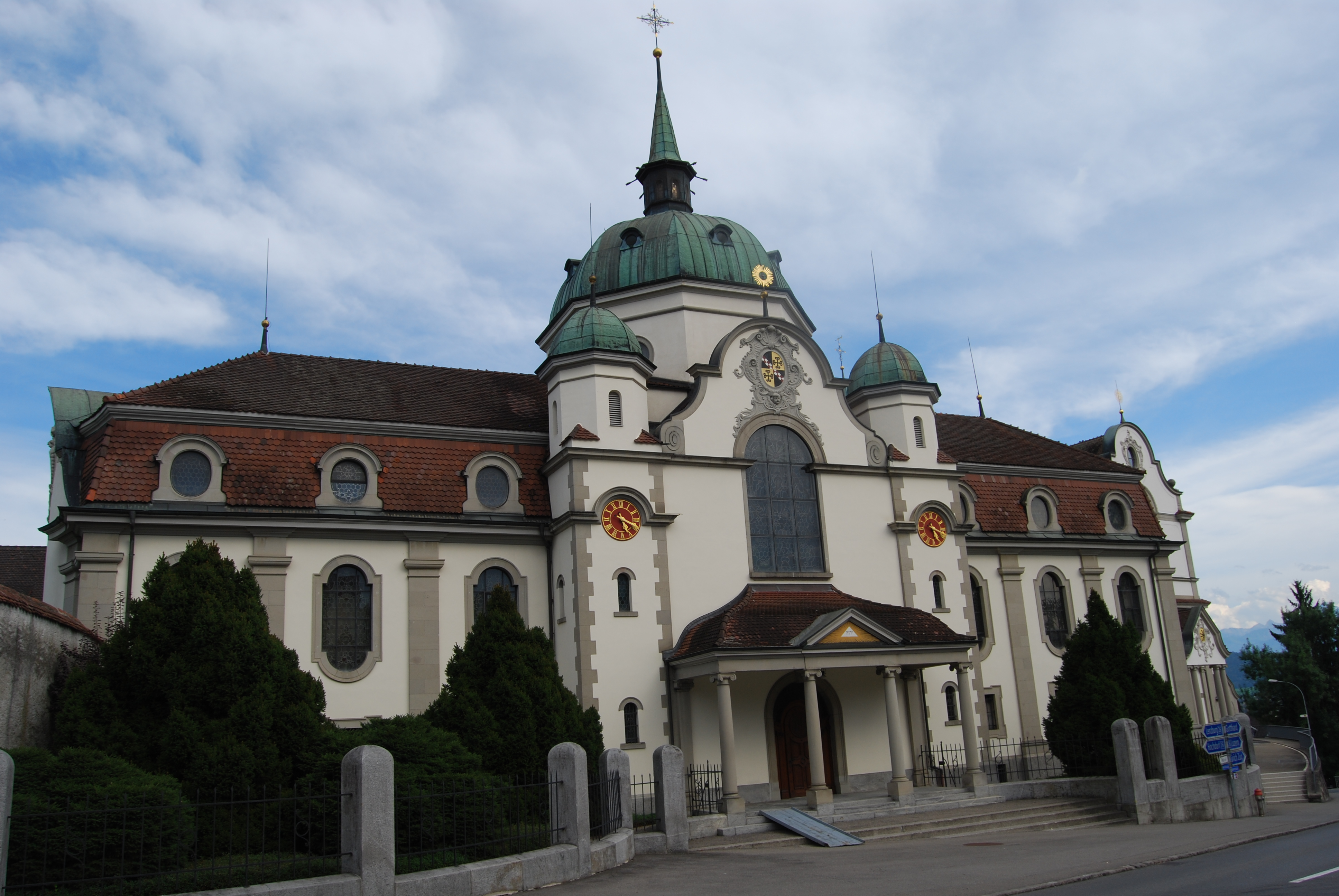
Klosterkirche Eschenbach

Das Kloster Eschenbach (lat. Abbatia B. M. V. et Sanctae Catharinae) ist eine Zisterzienserinnen-Abtei in Eschenbach im Kanton Luzern in der Schweiz. Es wurde um 1290 von Walther III., Freiherr von Eschenbach, gestiftet.

## Geschichte
Das Kloster geht auf eine Stiftung von Freiherr Walther dem III. von Eschenbach um das Jahr 1290 in Niedereschenbach in der heutigen Gemeinde Inwil zurück. Die Kapelle St. Katharina in Niedereschenbach erinnert noch heute an den Sitz des damals dem Augustinerorden angehörenden Klosters. Die Nonnen zogen im Jahre 1309 von Nieder- an den heutigen Standort in Obereschenbach. 1588 schlossen sich die Nonnen dem Orden der Zisterzienser an und lebten seither nach den Regeln des Heiligen Benedikts unter dem Motto „Bete und arbeite“. Im Jahre 1612 wurde das Gästehaus errichtet. 1625 wurde der Grundstein zur neuen Klosterkirche, 24 Klosterzellen, dem Kreuzgang und dem Kapitelhaus gelegt. 1683 wurde das Gästehaus erneuert und erweitert und es entstand die berühmte Sonnenuhr, welche die grösste ihrer Art in der Schweiz ist. 1910 wurde die neubarocke Klosterkirche erbaut und geweiht. In der Klosterkirche befinden sich zwei Orgeln der Werkstätte Graf Orgelbau aus dem Jahr 1986.

## Bilder

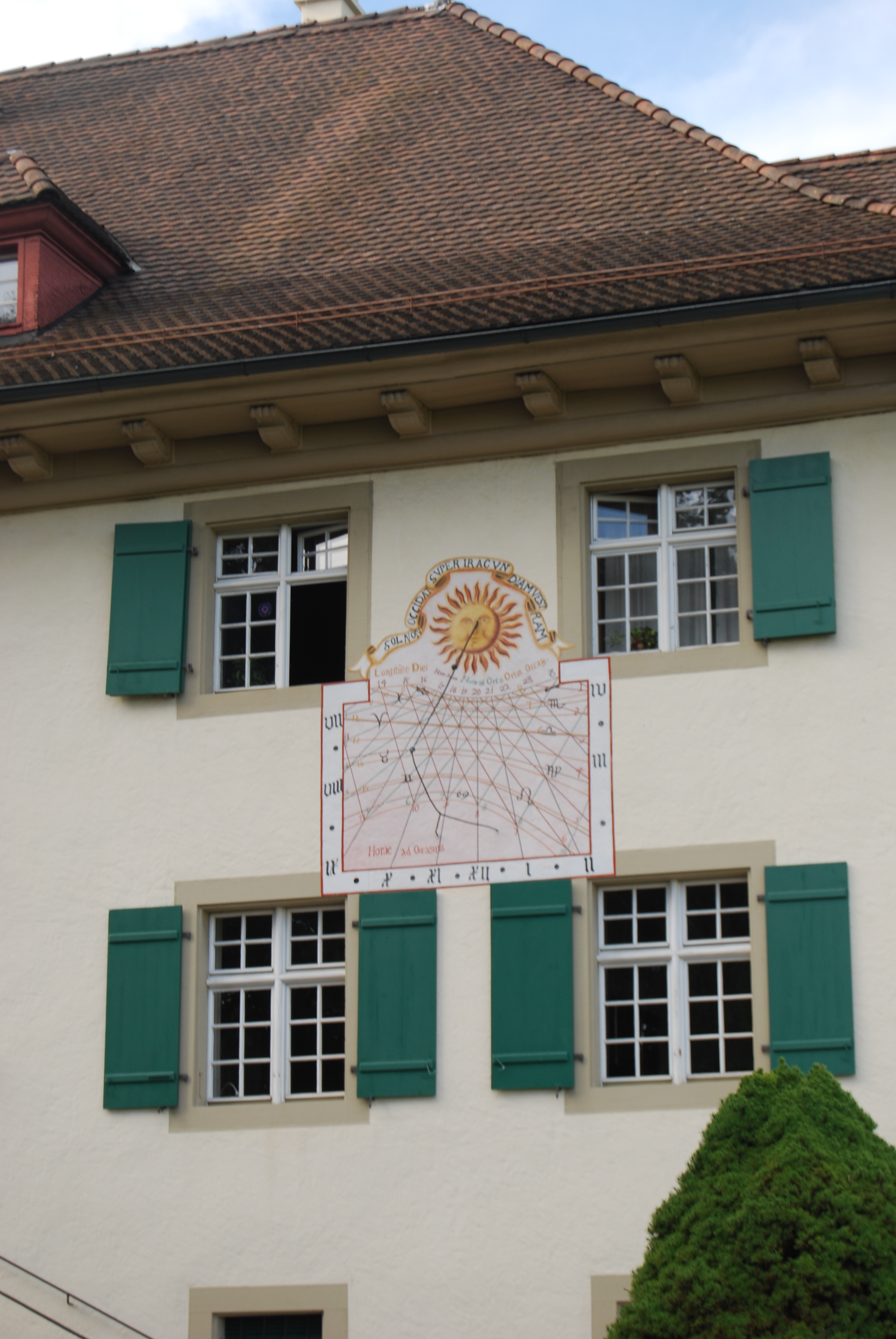
Sonnenuhr auf dem Gästehaus des Klosters
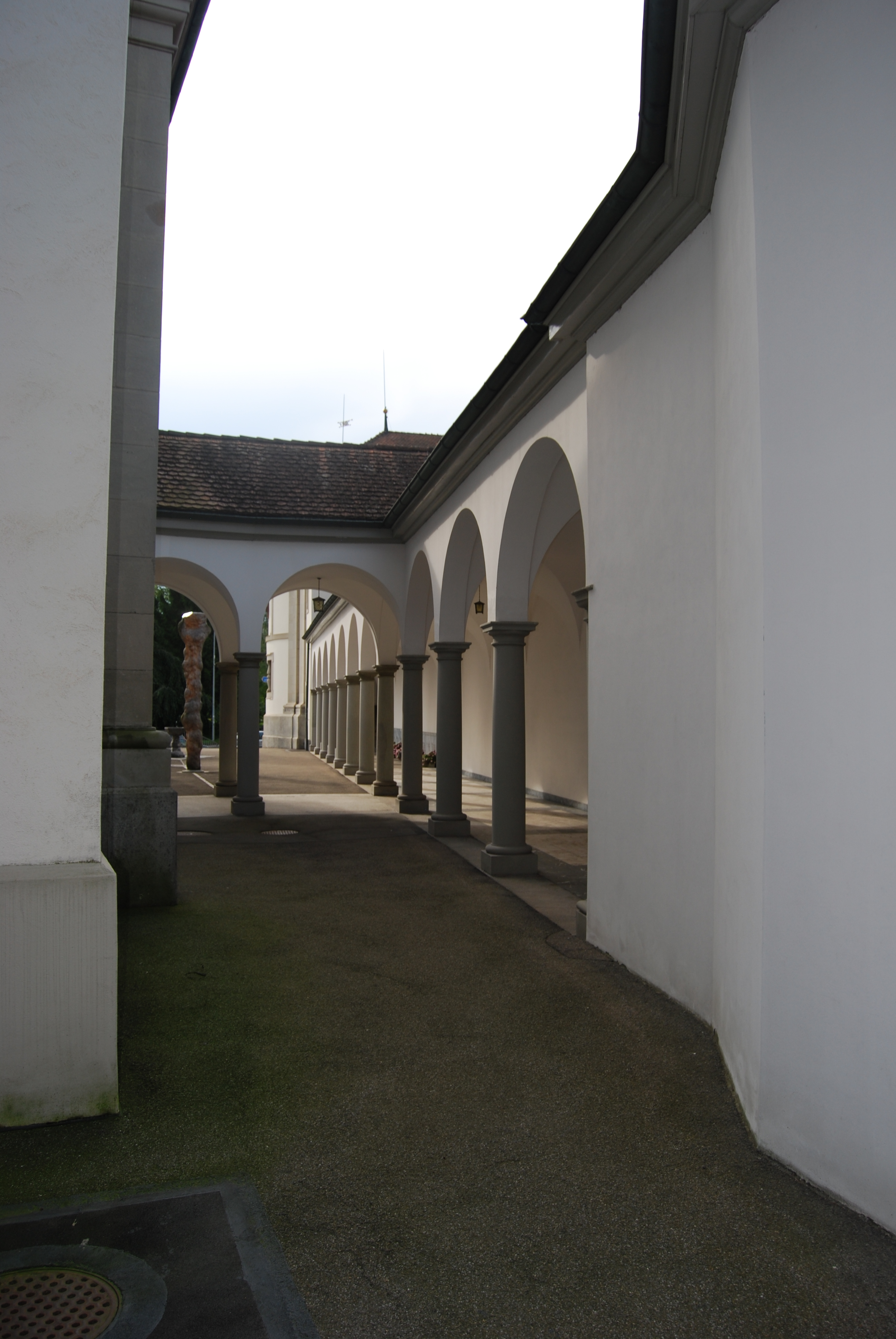
Kreuzgang
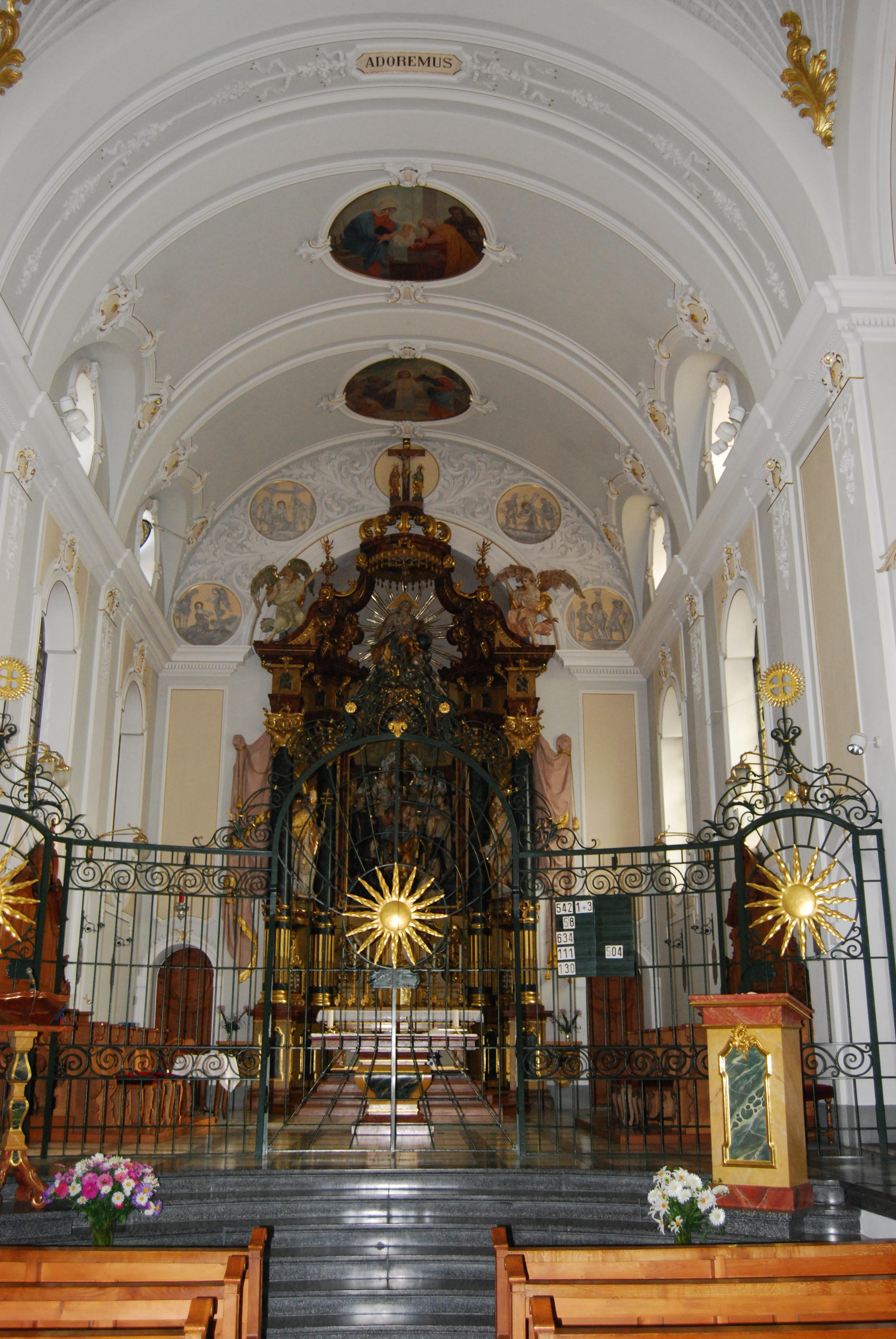
Innenansicht der Klosterkirche